# بچه‌گربه

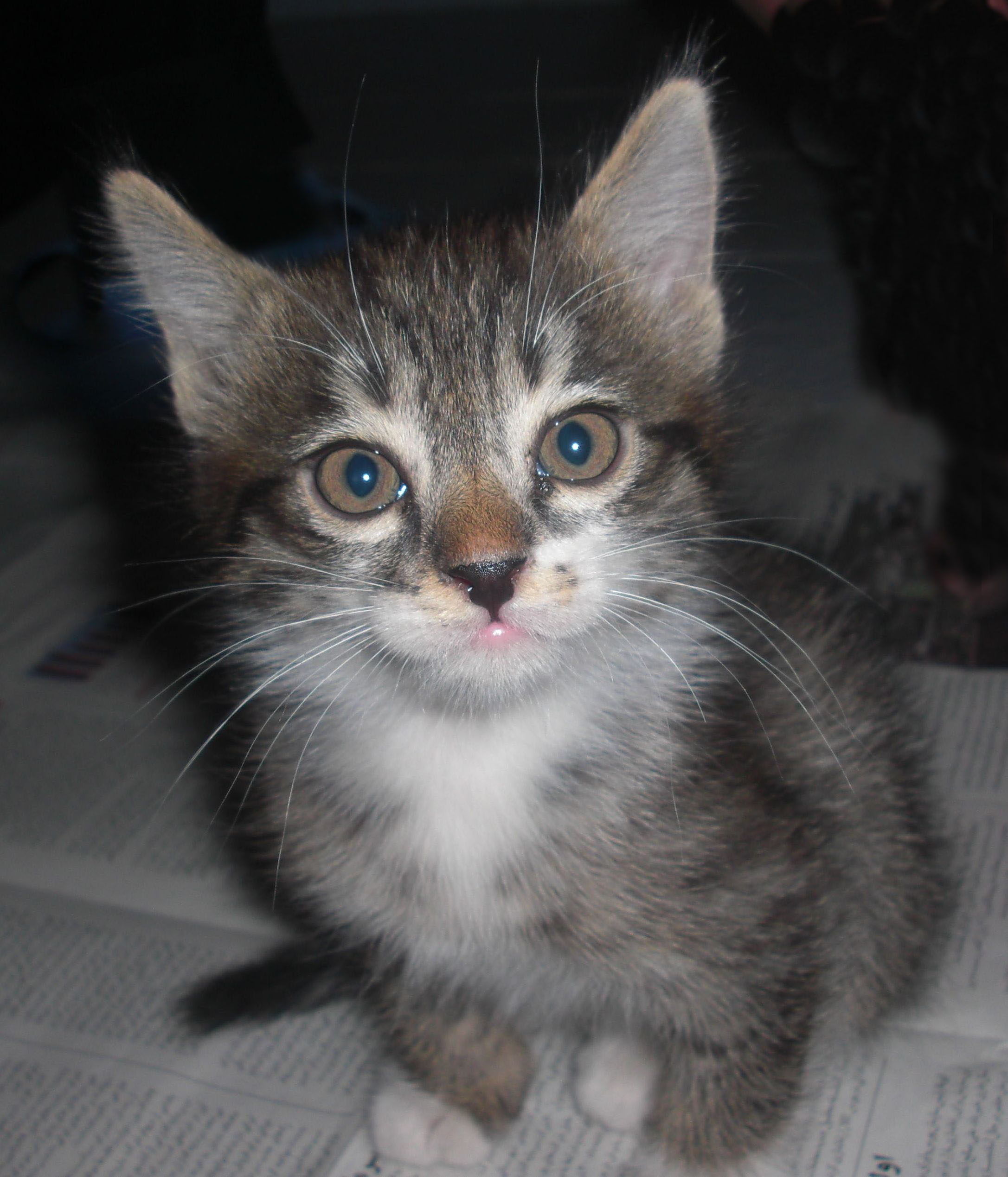
یک بچه‌گربه هشت هفته‌ای. (گربه پارسی)

بچه‌گربه (به انگلیسی: Kitten) بچه اهلی گربه محسوب می‌شود که هنوز به اندازه یک گربه بالغ رشد نکرده‌است.
بچه‌های گربه‌سانان بزرگ همچون ببر، توله نامیده می‌شوند که از بچه‌گربه بزرگ‌تر و سریع‌تر هستند، گربه‌ها معمولاً دو تا پنج بچه‌گربه می‌زایند که دوران حاملگی بیش‌تر بین ۶۴ تا ۶۷ روز است که میانگینش معمولاً ۶۶ روز است.
بچه‌گربه‌ها هفت تا ده روز پس از تولد چشمانشان را باز می‌کنند، در ابتدای تولد شبکیه و دیدگانشان ضعیف است، بچه گربه‌ها تا ۱۰ روز پس از تولدشان نمی‌توانند به‌خوبی یک گربه بالغ ببینند.
بچه‌گربه‌ها نیازمند کالری بالایی و رژیم غذایی حاوی پروتئین بیش‌تر نسبت به گربه‌های بالغ هستند.
در پرورش بچه‌گربه‌ها به‌دست انسان بستگی دارد که آنان قبلاً توسط مادرانشان پرورش یافته‌اند یا خیر، در این‌صورت ممکن است آنان نوسانات رفتاری و پرخاشگری از خود نشان دهند. شایع‌ترین بیماری برای توله گربه عفونت چشم است.

## نگارخانه

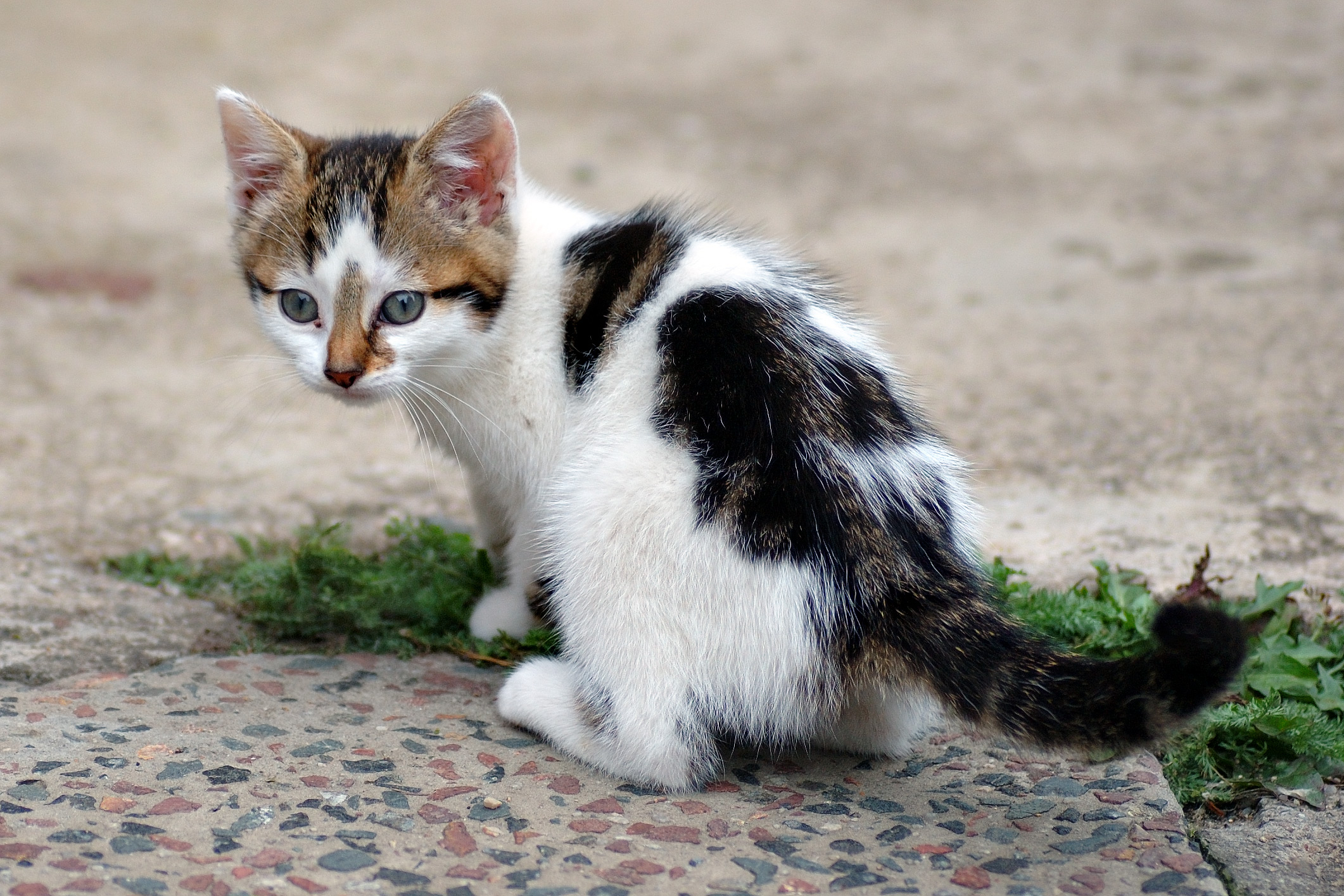
یک بچه‌گربه شش هفته‌ای
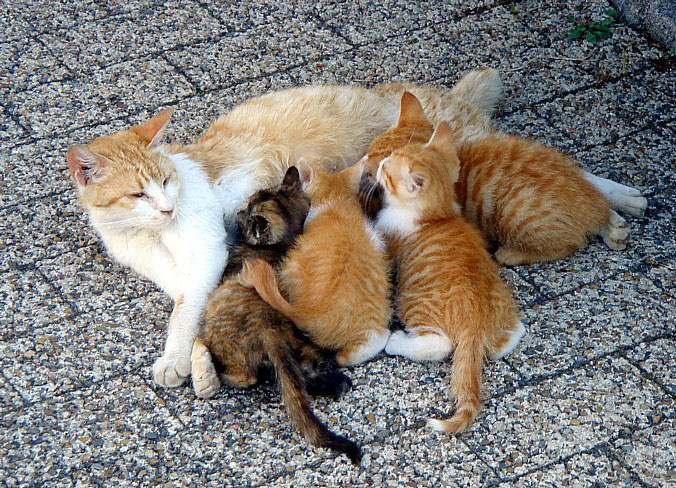
مادر بچه‌گربه‌ها در حال شیر دادن به آن‌ها
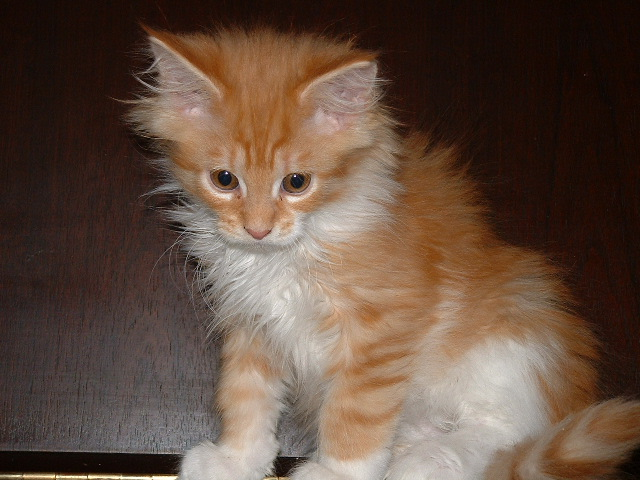
بچه‌گربه مین‌کون به انگلیسی: Maine Coon
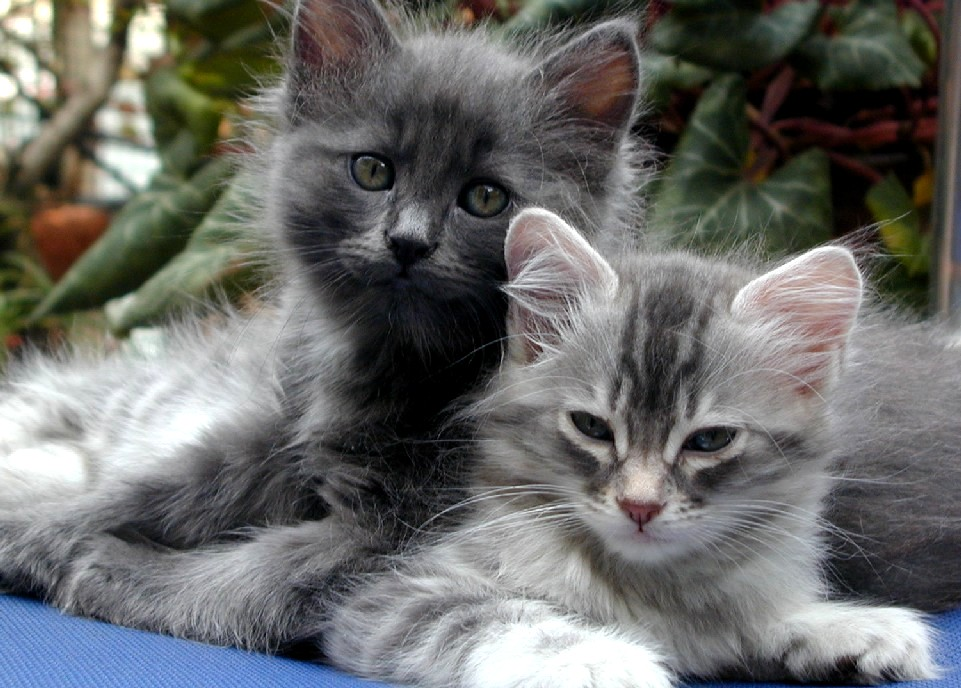
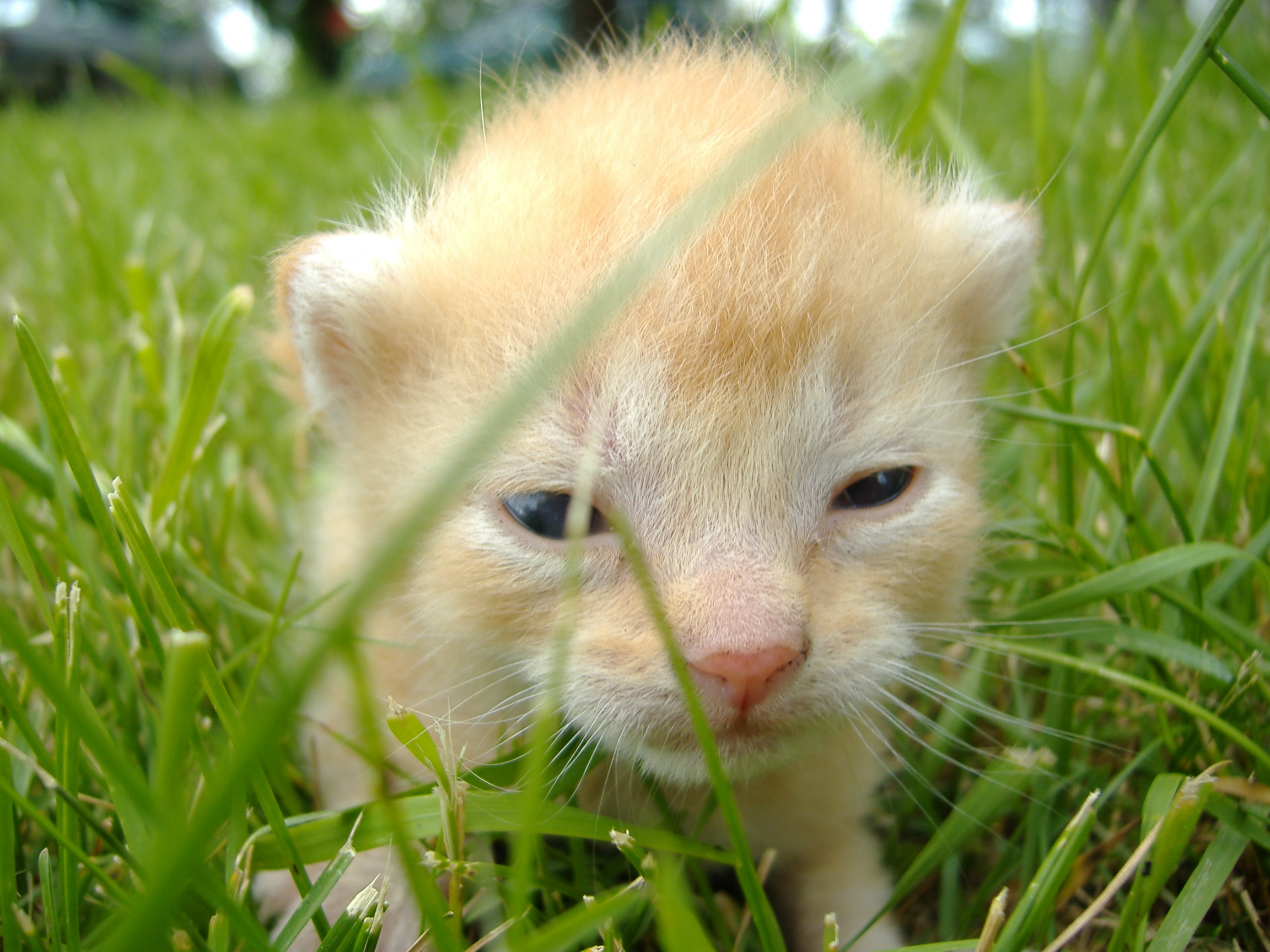
بچه‌گربه‌ای که به تازگی چشم‌هایش را باز کرده‌است
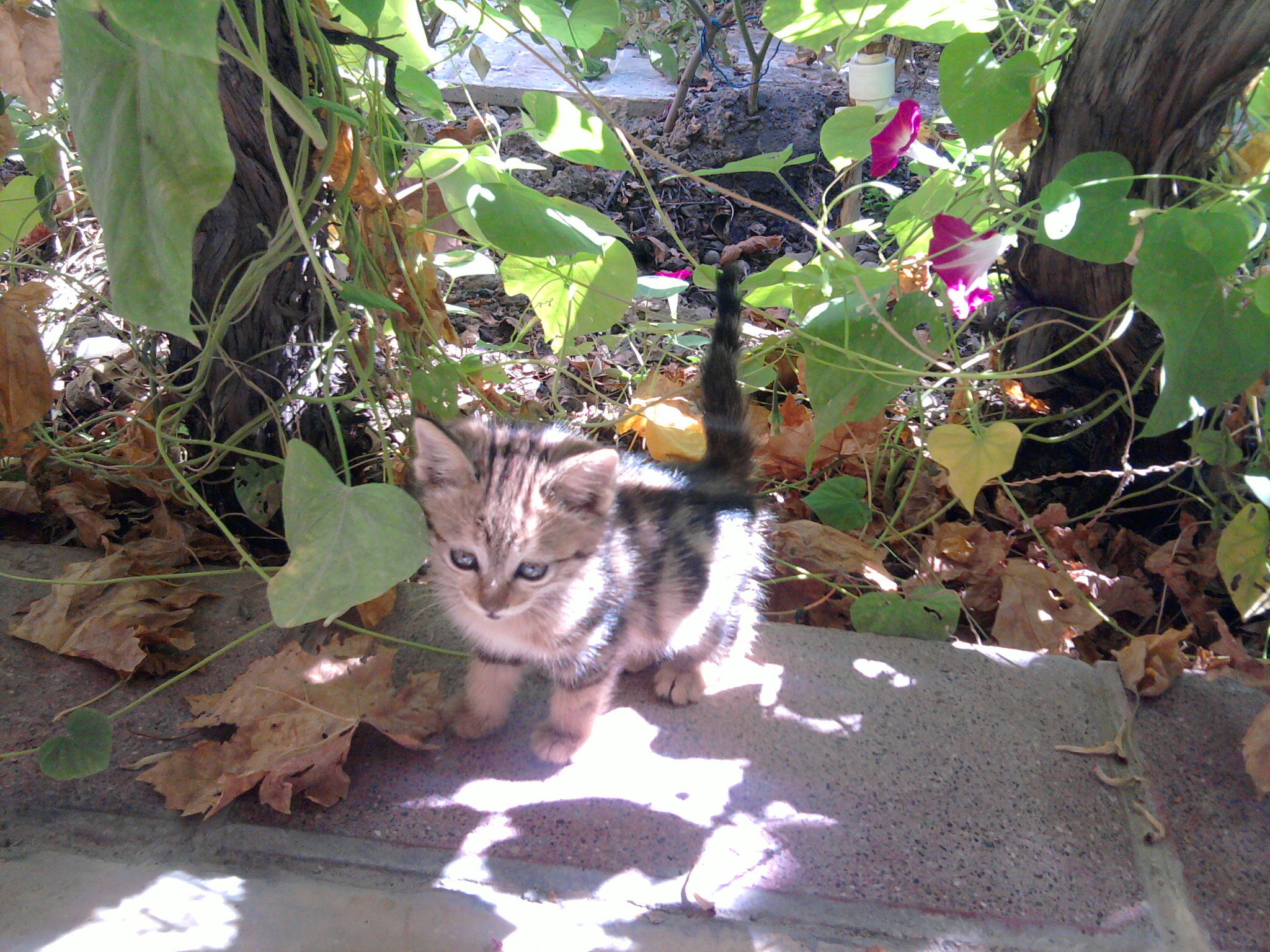
یک بچه‌گربه در حال بازی در باغچه